# Говедина
Говедина је назив за месо добијено од говеда, нарочито од краве. Говедина је месо добијено од 14 до 16 месеци старог говеда које је тешко од 450 до 500 килограма. Месо млађих говеда се назива јунетина, а још млађих телетина. Говедина спада у црвена меса.

## Категорије
Говедина се по квалитету може сврстати у категорије. Постоје следеће категорије:
- говедина и јунетина I категорије — месо мекших делова бута и леђа с костима или без костију
- говедина и јунетина II категорије — месо тврђих делова бута и лопатица.
- говедина и јунетина III категорије — месо врата, подлопатице, прса, ребра, потрбушине, коленице и подлактице
- месо изван категорије (писана печенка или филе).

## Историја
Људи су јели месо говеда од праисторије; неке од најранијих познатих пећинских слика, попут оних из Ласка, приказују говеда у сценама лова. Људи су припитомили стоку да би обезбедили лак приступ говедини, млеку и кожи. Говеда су припитомљена најмање два пута током еволуционе историје. Први догађај припитомљавања догодио се пре око 10.500 година са еволуцијом Bos taurus. Други је био новији, пре око 7.000 година, са еволуцијом Bos indicus у долини Инда. Постоји могуће треће припитомљавање пре чак 8.500 година, са потенцијалном трећом врстом Bos africanus која је настала у Африци. Већина говеда је пореклом из Старог света, са изузетком хибрида бизона, који потичу из Америке. Примери укључују Вагиу из Јапана, Анколе-Ватуси из Египта и дугороге Зебуе са Индијског потконтинента.
У Сједињеним Државама, раст пословања са говедином је углавном био последица експанзије на југозападу. Након стицања травњака током Мексичко-америчког рата 1848. године, а касније и протеривања Индијанаца из равница Средњег запада, почела је америчка сточарска индустрија, почевши првенствено од припитомљавања дивљег дугорогог говеда. Чикаго и Њујорк су први имали користи од овог развоја у својим коралима и на својим месним тржиштима.

## Продукција
Говеда се узгајају и исхрањују на различите начине, укључујући товилишта, слободни узгој, ранчеве, испашу и интензиван узгој животиња. Операције концентрисане исхране животиња (CAFO), које се обично називају фабричким фармама, обично се користе за задовољење потражње за производњом говедине. CAFO постројења снабдевају 70,4% крава на тржишту САД и 99% целокупног меса у снабдевању Сједињених Држава. CAFO говеда такође могу бити извор контаминације E. coli у снабдевању храном због преваленције стајњака у CAFO. Ове контаминације E. coli укључују један сој, E. coli O157:H7, који може бити токсичан за људе, јер говеда обично држе овај сој у свом систему за варење. Још једна последица нехигијенских услова које стварају затворени системи високе густине је повећана употреба антибиотика у циљу превенције болести. Анализа FDA података о продаји од стране Савета за одбрану природних ресурса открила је да је 42% медицински важних антибиотика у САД било на стоци, што представља забринутост у вези са развојем бактерија отпорних на антибиотике.

### Утицај на животну средину
Конзумација говеђег меса представља бројне претње природном окружењу. Од свих пољопривредних производа, говеђе месо захтева највише земље и воде, а његова производња доводи до највеће количине емисије гасова стаклене баште (GHG), загађења ваздуха и воде. Једна студија из 2021. збројила је емисије стакленичких плинова из читавог животног циклуса, укључујући производњу, транспорт и потрошњу, и процијенила да је говеђе месо допринијело око 4 милијарде тона (9%) антропогених гасова стаклене баште у 2010. години.‍:728 Популације говеда пасу около око 26% свог копна на Земљи, не укључујући велика пољопривредна поља која се користе за узгој сточне хране. Према FAO, „крчење шума изазвано узгојем је један од главних узрока губитка неких јединствених биљних и животињских врста у тропским кишним шумама Централне и Јужне Америке, као и ослобађања угљеника у атмосферу.“ Говедина је такође примарни покретач крчења шума у Амазонији, при чему се око 80% све претворене земље користи за узгој стоке. Око 91% амазонске земље искрчених шума од 1970. године је претворено у сточарске ранчеве. Око 41% глобалног крчења шума од 2005. до 2013. приписује се експанзији производње говедине. Ово је због већег односа нето енергије добити и нето енергије одржавања где је унос енергије који се може метаболизовати већи. Потребно је седам фунти хране за производњу фунте говедине (живе тежине), у поређењу са више од три фунте за фунту свињетине и мање од две фунте за фунту пилетине. Међутим, претпоставке о квалитету хране су имплицитне у таквим генерализацијама. На пример, производња фунте живе тежине говеда може захтевати између 4 и 5 фунти хране са високим садржајем протеина и метаболизма енергије, или више од 20 фунти сточне хране много нижег квалитета. Једноставна замена говедине са сојиним зрном (уобичајени извор хране за стоку) у исхрани Американаца би, према једној процени, резултирала постизањем између 46 и 74 одсто смањења потребних за постизање циљева Сједињених Држава за емисију гасова стаклене баште за 2020. као што су заветовано 2009. године. Једно испитивање CSIRO из 2021. закључило је да би исхрана стоке са 3% исхране морске траве Asparagopsis taxiformis могла да смањити компоненту метана у њиховим емисијама за 80%.
Неки научници тврде да потражња за говедином доприноси значајном губитку биодиверзитета, јер је значајан покретач крчења шума и уништавања станишта; Станишта богата врстама, као што су значајни делови амазонског региона, претварају се у пољопривредне површине за производњу меса. IPBES Глобални извештај о процени биодиверзитета и екосистемских услуга за 2019. такође се слаже да индустрија говедине игра значајну улогу у губитку биодиверзитета. Око 25% до скоро 40% глобалне површине земљишта се користи за узгој стоке, углавном говеда.

### Цертификати
Неке врсте говедине могу добити посебне сертификате или ознаке на основу критеријума укључујући њихову расу (Цертификована Ангус говедина, Цертификована Херефорд говедина), порекло (Кобе говедина, Авила месо, Белгијско плаво) или начин на који се стока третира, храни или коље (органска, храњена травом, кошер или халал говедина). Неке земље регулишу маркетинг и продају говеђег меса посматрајући критеријуме након клања и класификујући посматрани квалитет меса.

### Глобална статистика
Године 2018, Сједињене Државе, Бразил и Кина су произвели највише говедине са 12,22 милиона тона, 9,9 милиона тона и 6,46 милиона тона респективно. Прве 3 земље извознице говедине у 2019. биле су Аустралија (14,8% укупног извоза), Сједињене Америчке Државе (13,4% укупног извоза) и Бразил (12,6% укупног извоза). Производња говедине је такође важна за привреде Јапана, Аргентине, Уругваја, Канаде, Парагваја, Мексика, Белорусије и Никарагве.
Пет највећих земаља извозница говеда и говеда (2016). Извоз говедине, укључујући бивоље месо, у метричким тонама (2016).
| Ранг | Земља            | 2016      | % света |
| ---- | ---------------- | --------- | ------- |
| 1    | Бразил           | 1.850.000 | 19,60%  |
| 2    | Индија           | 1.850.000 | 19,60%  |
| 3    | Аустралија       | 1.385.000 | 14,67%  |
| 4    | Сједињене Државе | 1.120.000 | 11,87%  |
| 5    | Нови Зеланд      | 580.000   | 6,14%   |

Десет највећих земаља произвођача говеда и говедине (2009, 2010)
Продукција говедине (1000 метричких тона CWE) (2009)
| Ранг | Земља            | 2009   | 2010   | %Промене |
| ---- | ---------------- | ------ | ------ | -------- |
| 1    | Сједињене Државе | 11.889 | 11.789 | −0,8%    |
| 2    | Бразил           | 8.935  | 9.300  | 4%       |
| 3    | ЕУ-27            | 7.970  | 7.920  | −0,6%    |
| 4    | Кина             | 5.764  | 5.550  | −4%      |
| 5    | Аргентина        | 3.400  | 2.800  | −18%     |
| 6    | Индија           | 2.610  | 2.760  | 6%       |
| 7    | Аустралија       | 2.100  | 2.075  | −1%      |
| 8    | Мексико          | 1.700  | 1.735  | 2%       |
| 9    | Русија           | 1.285  | 1.260  | −2%      |
| 10   | Пакистан         | 1.226  | 1.250  | 2%       |

Национална стада говеда (по 1000 глава)
| Ранг | Земља            | 2009   | 2010   | %Промене |
| ---- | ---------------- | ------ | ------ | -------- |
| 1    | Индија           | 57.960 | 58.300 | 0,6%     |
| 2    | Бразил           | 49.150 | 49.400 | 0,5%     |
| 3    | Кина             | 42.572 | 41.000 | −4%      |
| 4    | Сједињене Државе | 35.819 | 35.300 | −1,4%    |
| 5    | ЕУ-27            | 30.400 | 30.150 | −0,8%    |
| 6    | Аргентина        | 12.300 | 13.200 | 7%       |
| 7    | Аустралија       | 9.213  | 10.158 | 10%      |
| 8    | Русија           | 7.010  | 6.970  | −0,6%    |
| 9    | Мексико          | 6.775  | 6.797  | 0,3%     |